# Mithrodia clavigera
Étoile de mer cloutée
Espèce
L'étoile de mer cloutée (Mithrodia clavigera) est une espèce d'étoiles de mer de la famille des Mithrodiidae.

## Description et caractéristiques

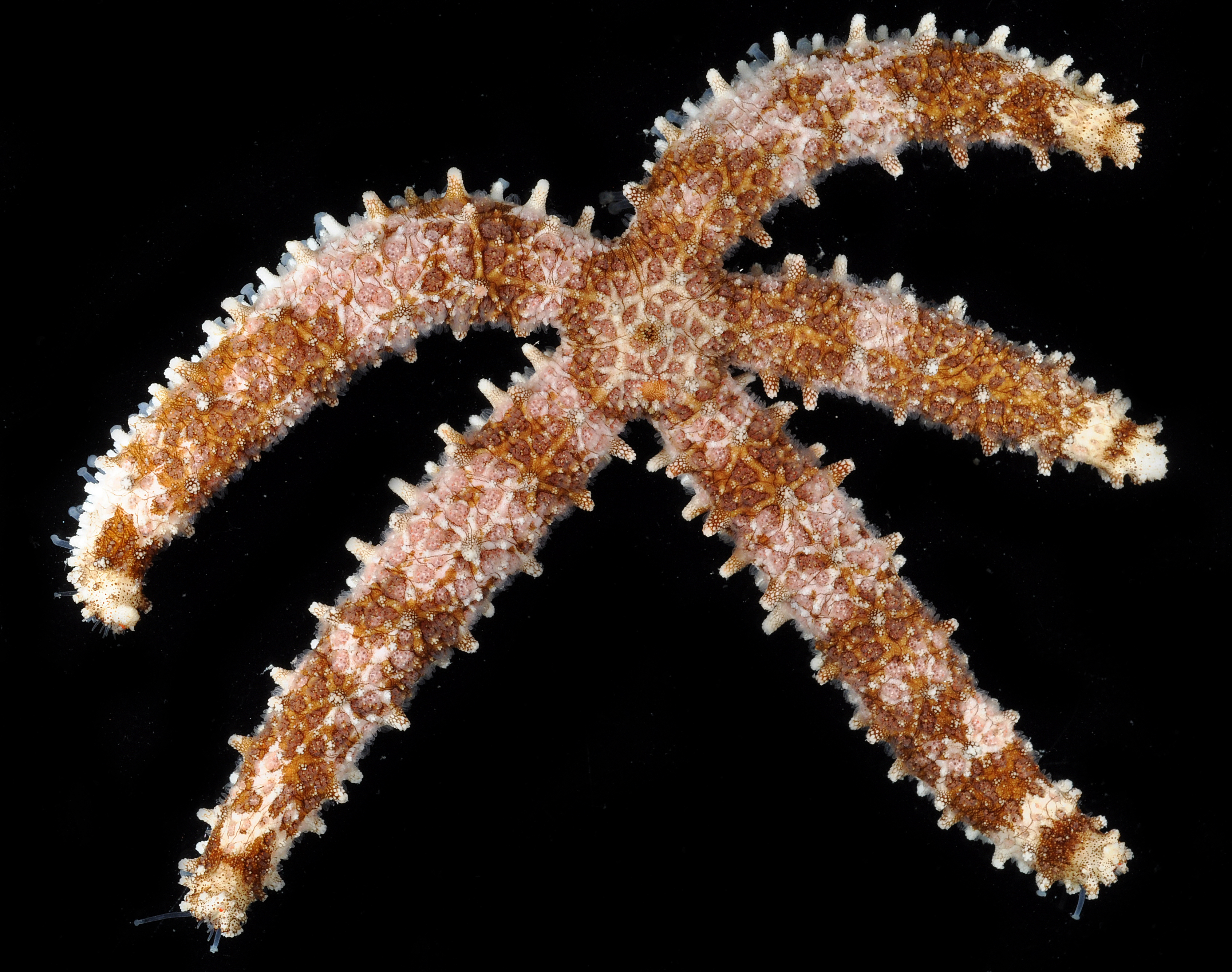
Mithrodia clavigera

C'est une grosse étoile de mer, mesurant entre 30 et 80 cm de diamètre à l'âge adulte, parfois plus. Son disque central est assez réduit, et les 5 bras (parfois 4 ou 6) sont charnus, cylindriques, et légèrement étranglés à leur base. Ils sont caractéristiquement couverts sur les flancs de gros piquants calcaires grossiers, denticulés, mouchetés, arrondis et clairsemés, auxquelles cette espèce doit son nom. 
La couleur de base est généralement beige ou rosâtre, et les bras sont parcourus de grandes taches plus sombres, formant parfois des bandes presque régulières. Les plaques dermiques sont généralement bien visibles, et d'une couleur différente (souvent plus foncée) de l'épiderme situé autour (c'est de là que partent les papules respiratoires). Les podia de cette espèce sont extrêmement puissants.

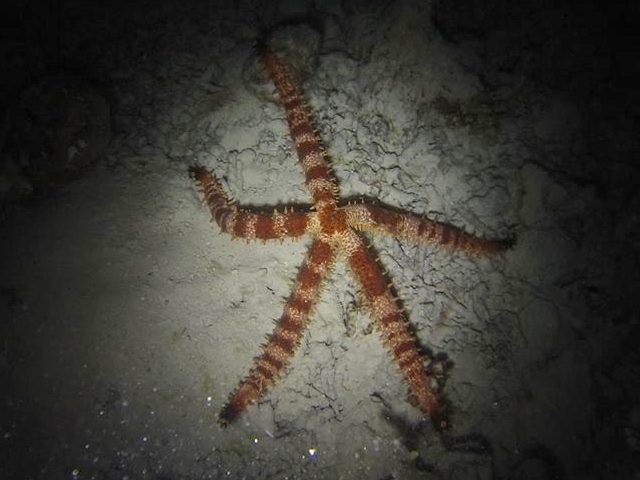
Mithrodia clavigera aux Maldives.
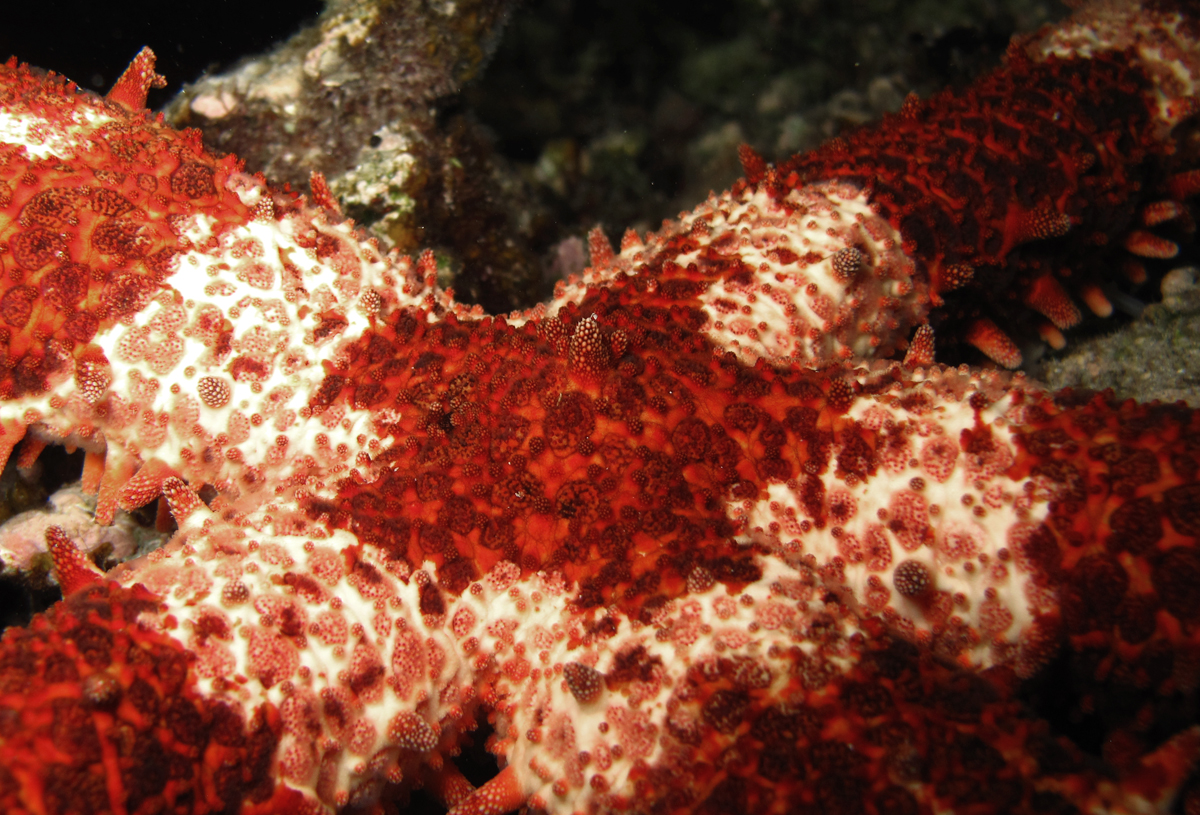
Gros plan sur le disque central
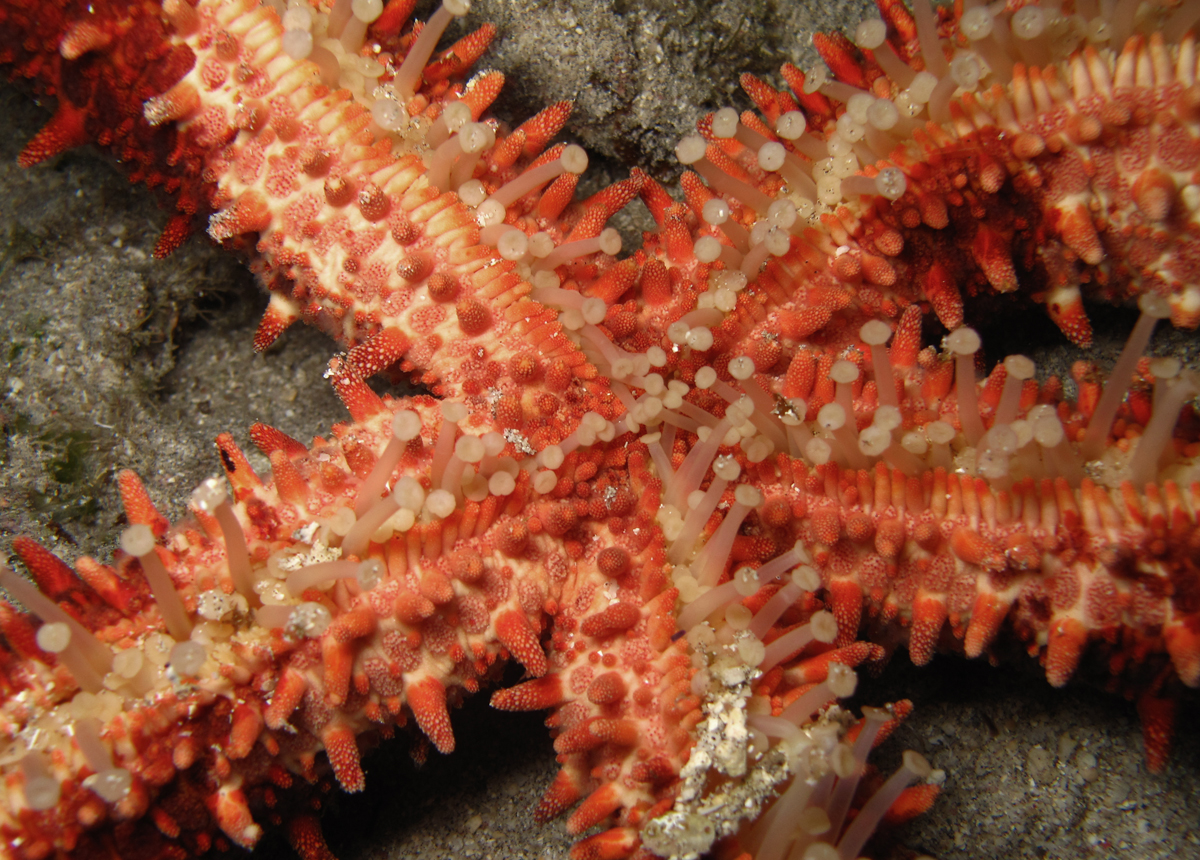
Gros plan sur la face orale (la bouche est au centre, rétractée)
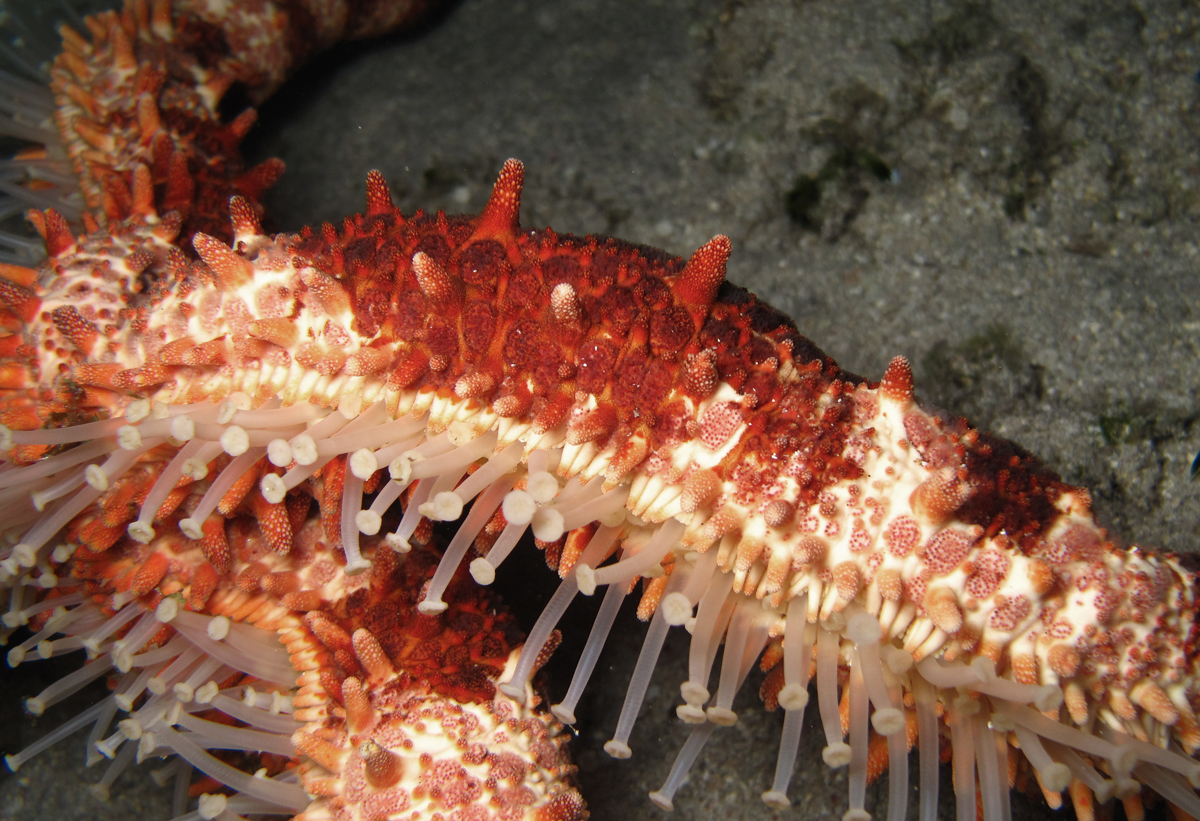
Gros plan sur les bras, montrant les podia et les « clous » (tubercules calcaires)
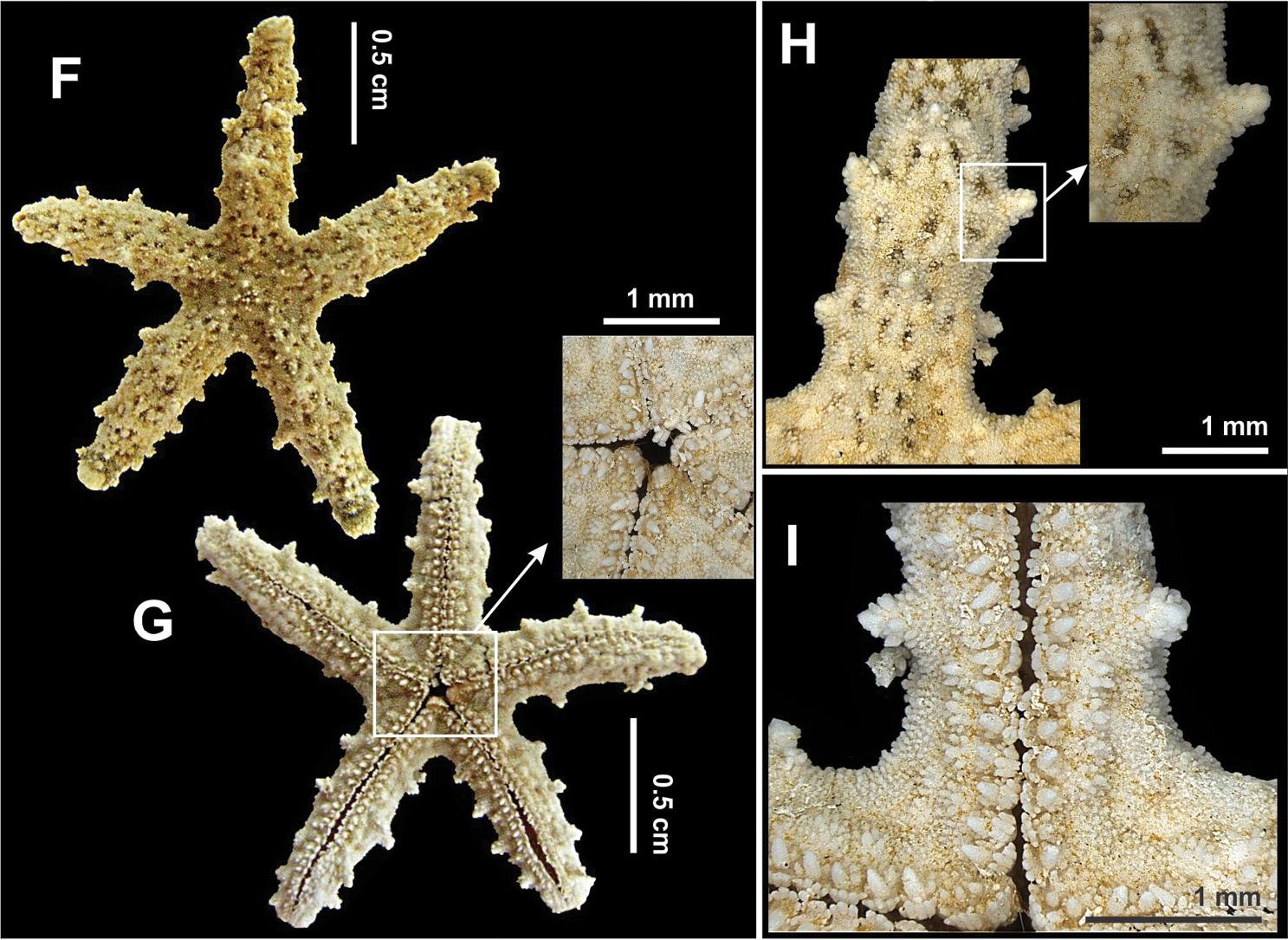
Détails d'un spécimen de muséum.

Pour les espèces proches, Mithrodia bradleyi se trouve sur les côtes tropicales du Pacifique est, et Mithrodia fisheri à Hawaii.

## Habitat et répartition
Cette étoile se rencontre assez rarement, principalement de nuit, sur les récifs de corail riches et disposant d'un bon relief, entre quelques mètres de profondeur et jusqu'à 80 m.
Son aire de répartition englobe tout l'Indo-Pacifique tropical, depuis la Mer Rouge jusqu'à la Polynésie. L'espèce atlantique Mithrodia victoriae étant désormais considérée comme la même espèce, l'aire de répartition englobe donc désormais aussi l'Atlantique tropical, jusqu'aux côtes brésiliennes.

## Écologie et comportement
Cette étoile est carnivore, et se nourrit de nuit de manière assez opportuniste d'animaux plus lents qu'elle, notamment des bivalves.